# Diary of a Mad Black Woman
Diary of a Mad Black Woman es una película de 2005 escrita por y protagonizada por Tyler Perry, que fue inspirada en la obra del mismo nombre. Dirigida por Darren Grant, la película fue lanzada en Estados Unidos el 25 de febrero de 2005. La secuela, Madea's Family Reunion, fue lanzada el 24 de febrero de 2006.

## Sinopsis
Una pareja con un buen matrimonio que parecía sólido, comienza a desmoronarse cuando ella descubre las intenciones de su esposo en divorciarse.

## Elenco
- Kimberly Elise como Helen Simmons-McCarter.
- Steve Harris como Charles McCarter.
- Shemar Moore como Orlando.
- Cicely Tyson como Myrtle Jean-Simmons.
- Lisa Marcos como Brenda.
- Tamara Taylor como Debrah Baker.
- Tiffany Evans como Tiffany Baker.
- Tyler Perry como Madea Simmons / Joe Baker / Brian Baker.
- Gary Anthony Sturgis como Jamison Milton Jackson.
- Tamela Mann (cameo) como Cora Simmons.
- Judge Mablean Ephriam (cameo) como ella misma.